# Julien Faubert
Julien Faubert (Le Havre, 1º agosto 1983) è un allenatore di calcio ed ex calciatore francese, di ruolo difensore.

## Caratteristiche tecniche
Di ruolo terzino destro o centrocampista di fascia destra, possiede velocità e buona abilità nei cross.

## Carriera

### Club
Nato a Le Havre, è entrato nelle giovanili del Cannes nel 1998 ed ha iniziato la carriera da terzino destro, ma, per la sua abilità nel crossare rapidamente diventò un'ala destra.
Debuttò in prima squadra nella stagione 2001-2002 all'età di diciotto anni. Ha costantemente guadagnato notarietà ed ha catturato l'attenzione di importanti club della Ligue 1.
Firmò per il Bordeaux nel 2004 e debuttò in Ligue 1 nella sconfitta per 1-0 in casa del Marsiglia, sempre nel 2004. Con i Girondins ha giocato anche in UEFA Champions League.
Il 23 giugno 2007 l'Équipe scrisse del trasferimento di Faubert ai Rangers per 6.5 milioni di euro, notizia confermata anche dalla BBC, ma in data 1 luglio il West Ham United bruciò gli scozzesi con un'offerta di 7 milioni di euro. L'atleta francese firmò un quinquennale con gli Hammers.
L'inizio non fu felice poiché Faubert si ruppe il tendine d'Achille in un'amichevole del 17 luglio contro il Sigma Olomouc, tempo di recupero: 6 mesi.
Tornò nel gennaio 2008 in una partita tra le riserve del West Ham e quelle dell'Aston Villa. Il debutto in Premier League risale al 12 gennaio 2008 contro il Fulham all'Upton Park.
La prima stagione, segnata dall'infortunio, è terminata con sole 7 presenze in campionato ed 1 in FA Cup.
La stagione successiva è più fortunata: dal 16 agosto 2008 al 28 gennaio 2009 Faubert giocò 24 partite di cui 20 in Premiership, 2 in FA Cup e 2 in League Cup.
Le sue prestazioni attirarono l'interesse del Real Madrid. Faubert ha avuto il via libera per accordarsi con le merengues in data 30 gennaio 2009. Il trasferimento è divenuto ufficiale il giorno successivo: prestito oneroso fino al termine della stagione per circa 1,7 milioni di euro con opzione per il riscatto ad una cifra da stabilire. Ha debuttato con i Blancos il 7 febbraio, vittoria per 1 a 0 sul Racing Santander. Il periodo al Real fu ben poco entusiasmante e terminò con sole 2 presenze.
Durante l'esperienza madrilena Faubert fu protagonista di due episodi spiacevoli: saltò un allenamento pensando erroneamente ad un giorno di ferie e venne fotografato mentre dormiva in panchina durante una partita contro il Villareal. A fine stagione il Real Madrid non ha esercitato il diritto di riscatto ed il giocatore è tornato a Londra.
Nella stagione 2009-2010 ha debuttato il 15 agosto 2009, vittoria per 2-0 in casa del Wolverhampton.
Il 20 febbraio 2010 ha siglato la sua prima rete in FA Premier League, contro l'Hull City (3-0).
Successivamente giocherà in Turchia nel Elazığspor Kulubü, in Francia nuovamente nelle file del Bordeaux, in Scozia nel Kilmarnock e in Finlandia nell'Inter Turku.

### Nazionale
Con la Francia under 21 partecipò al campionato europeo di calcio Under-21 del 2006, competizione in cui segnò una rete. Con la Nazionale maggiore debuttò il 16 agosto 2006 contro Bosnia ed Erzegovina, incontro amichevole vinto 2-1 dai Bleus. In questa partita, bagnata col suo primo gol in Nazionale, Faubert ha indossato la divisa numero 10: il primo francese ad indossare questa maglia dal ritiro di Zinédine Zidane.

## Statistiche

### Presenze e reti nei club
Statistiche aggiornate al 28 ottobre 2017.
| Stagione        | Squadra           | Campionato      | Campionato | Campionato | Coppe nazionali | Coppe nazionali | Coppe nazionali | Coppe continentali | Coppe continentali | Coppe continentali | Altre coppe | Altre coppe | Altre coppe | Totale | Totale |
| Stagione        | Squadra           | Comp            | Pres       | Reti       | Comp            | Pres            | Reti            | Comp               | Pres               | Reti               | Comp        | Pres        | Reti        | Pres   | Reti   |
| --------------- | ----------------- | --------------- | ---------- | ---------- | --------------- | --------------- | --------------- | ------------------ | ------------------ | ------------------ | ----------- | ----------- | ----------- | ------ | ------ |
| 2001-2002       | Cannes            | CN              | 1          | 0          | -               | -               | -               | -                  | -                  | -                  | -           | -           | -           | 1      | 0      |
| 2002-2003       | Cannes            | CN              | 26         | 1          | -               | -               | -               | -                  | -                  | -                  | -           | -           | -           | 26     | 1      |
| 2003-2004       | Cannes            | CN              | 19         | 3          | -               | -               | -               | -                  | -                  | -                  | -           | -           | -           | 19     | 3      |
| Totale Cannes   | Totale Cannes     | Totale Cannes   | 46         | 4          | -               | -               | -               | -                  | -                  | -                  | -           | -           | -           | 46     | 4      |
| 2004-2005       | Bordeaux          | L1              | 36         | 1          | CF+CdL          | 0+1             | 0               | -                  | -                  | -                  | -           | -           | -           | 37     | 1      |
| 2005-2006       | Bordeaux          | L1              | 34         | 4          | CF+CdL          | 0+3             | 0               | -                  | -                  | -                  | -           | -           | -           | 37     | 4      |
| 2006-2007       | Bordeaux          | L1              | 26         | 3          | CF+CdL          | 0+3             | 0               | UCL+CU             | 6+2                | 2+0                | -           | -           | -           | 37     | 5      |
| 2007-2008       | West Ham          | PL              | 7          | 0          | FACup+CdL       | 1+0             | 0               | -                  | -                  | -                  | -           | -           | -           | 8      | 0      |
| 2008-gen. 2009  | West Ham          | PL              | 20         | 0          | FACup+CdL       | 2+2             | 0               | -                  | -                  | -                  | -           | -           | -           | 24     | 0      |
| gen.-giu. 2009  | Real Madrid       | PD              | 2          | 0          | CR              | -               | -               | UCL                | 0                  | 0                  | -           | -           | -           | 2      | 0      |
| 2009-2010       | West Ham          | PL              | 33         | 1          | FACup+CdL       | 1+2             | 0               | -                  | -                  | -                  | -           | -           | -           | 36     | 1      |
| 2010-2011       | West Ham          | PL              | 9          | 0          | FACup+CdL       | 1+6             | 0               | -                  | -                  | -                  | -           | -           | -           | 16     | 0      |
| 2011-2012       | West Ham          | FLC             | 34+2       | 1          | FACup+CdL       | 0+1             | 0               | -                  | -                  | -                  | -           | -           | -           | 37     | 1      |
| Totale West Ham | Totale West Ham   | Totale West Ham | 103+2      | 2          |                 | 16              | 0               |                    | -                  | -                  |             | -           | -           | 121    | 2      |
| 2012-gen. 2013  | Elazığspor        | SL              | 16         | 1          | CT              | 0               | 0               | -                  | -                  | -                  | -           | -           | -           | 16     | 1      |
| gen.-giu. 2013  | Bordeaux          | L1              | 13         | 0          | CF+CdL          | 2+0             | 0               | UEL                | 3                  | 0                  | -           | -           | -           | 18     | 0      |
| 2013-2014       | Bordeaux          | L1              | 22         | 3          | CF+CdL          | 2+1             | 0               | UEL                | 4                  | 0                  | SF          | 0           | 0           | 29     | 3      |
| 2014-2015       | Bordeaux          | L1              | 13         | 0          | CF+CdL          | 1+1             | 0               | -                  | -                  | -                  | -           | -           | -           | 15     | 0      |
| Totale Bordeaux | Totale Bordeaux   | Totale Bordeaux | 144        | 11         |                 | 14              | 0               |                    | 15                 | 0                  |             | 0           | 0           | 173    | 11     |
| gen.-giu. 2016  | Kilmarnock        | SP              | 9          | 0          | CS+CdL          | -               | -               | -                  | -                  | -                  | -           | -           | -           | 9      | 0      |
| 2017            | Inter Turku       | VL              | 26         | 1          | CF              | 5               | 0               | -                  | -                  | -                  | -           | -           | -           | 31     | 1      |
| 2018            | Borneo            | L1              | 15         | 3          | -               | -               | -               | -                  | -                  | -                  | -           | -           | -           | 15     | 3      |
| 2019-2020       | Fréjus St-Raphaël | CFA             | 2          | 0          | -               | -               | -               | -                  | -                  | -                  | -           | -           | -           | 2      | 0      |
| Totale carriera | Totale carriera   | Totale carriera | 348        | 19         |                 | 35              | 0               |                    | 15                 | 0                  |             | 0           | 0           | 398    | 19     |

### Cronologia presenze e reti in nazionale
| Cronologia completa delle presenze e delle reti in nazionale ― Francia | Cronologia completa delle presenze e delle reti in nazionale ― Francia | Cronologia completa delle presenze e delle reti in nazionale ― Francia | Cronologia completa delle presenze e delle reti in nazionale ― Francia | Cronologia completa delle presenze e delle reti in nazionale ― Francia | Cronologia completa delle presenze e delle reti in nazionale ― Francia | Cronologia completa delle presenze e delle reti in nazionale ― Francia | Cronologia completa delle presenze e delle reti in nazionale ― Francia |
| Data                                                                   | Città                                                                  | In casa                                                                | Risultato                                                              | Ospiti                                                                 | Competizione                                                           | Reti                                                                   | Note                                                                   |
| ---------------------------------------------------------------------- | ---------------------------------------------------------------------- | ---------------------------------------------------------------------- | ---------------------------------------------------------------------- | ---------------------------------------------------------------------- | ---------------------------------------------------------------------- | ---------------------------------------------------------------------- | ---------------------------------------------------------------------- |
| 16-8-2006                                                              | Sarajevo                                                               | Bosnia ed Erzegovina                                                   | 1 – 2                                                                  | Francia                                                                | Amichevole                                                             | 1                                                                      | 69’                                                                    |
| Totale                                                                 |                                                                        | Presenze                                                               | 1                                                                      |                                                                        | Reti                                                                   | 1                                                                      |                                                                        |

| Cronologia completa delle presenze e delle reti in nazionale ― Martinica | Cronologia completa delle presenze e delle reti in nazionale ― Martinica | Cronologia completa delle presenze e delle reti in nazionale ― Martinica | Cronologia completa delle presenze e delle reti in nazionale ― Martinica | Cronologia completa delle presenze e delle reti in nazionale ― Martinica | Cronologia completa delle presenze e delle reti in nazionale ― Martinica | Cronologia completa delle presenze e delle reti in nazionale ― Martinica | Cronologia completa delle presenze e delle reti in nazionale ― Martinica |
| Data                                                                     | Città                                                                    | In casa                                                                  | Risultato                                                                | Ospiti                                                                   | Competizione                                                             | Reti                                                                     | Note                                                                     |
| ------------------------------------------------------------------------ | ------------------------------------------------------------------------ | ------------------------------------------------------------------------ | ------------------------------------------------------------------------ | ------------------------------------------------------------------------ | ------------------------------------------------------------------------ | ------------------------------------------------------------------------ | ------------------------------------------------------------------------ |
| 9-10-2014                                                                | Les Abymes                                                               | Curaçao                                                                  | 1 – 1                                                                    | Martinica                                                                | Qual. Coppa dei Caraibi 2014                                             | 1                                                                        | 80’                                                                      |
| 11-10-2014                                                               | Les Abymes                                                               | Guadalupa                                                                | 1 – 2                                                                    | Martinica                                                                | Qual. Coppa dei Caraibi 2014                                             | 2                                                                        |                                                                          |
| 13-10-2014                                                               | Les Abymes                                                               | Martinica                                                                | 4 – 3                                                                    | Saint Vincent e Grenadine                                                | Qual. Coppa dei Caraibi 2014                                             | 2                                                                        |                                                                          |
| 13-11-2014                                                               | Montego Bay                                                              | Giamaica                                                                 | 1 – 1                                                                    | Martinica                                                                | Coppa dei Caraibi 2014 - Fase a gironi                                   | -                                                                        |                                                                          |
| 14-11-2014                                                               | Montego Bay                                                              | Martinica                                                                | 0 – 3                                                                    | Haiti                                                                    | Coppa dei Caraibi 2014 - Fase a gironi                                   | -                                                                        |                                                                          |
| 2-6-2016                                                                 | Fort-de-France                                                           | Martinica                                                                | 2 – 0                                                                    | Guadalupa                                                                | Qual. Coppa dei Caraibi 2017                                             | -                                                                        |                                                                          |
| 8-6-2016                                                                 | Roseau                                                                   | Dominica                                                                 | 0 – 4                                                                    | Martinica                                                                | Qual. Coppa dei Caraibi 2017                                             | -                                                                        |                                                                          |
| 8-10-2016                                                                | San Cristóbal                                                            | Rep. Dominicana                                                          | 1 – 2                                                                    | Martinica                                                                | Qual. Coppa dei Caraibi 2017                                             | -                                                                        | 73’                                                                      |
| 12-10-2016                                                               | Fort-de-France                                                           | Martinica                                                                | 2 – 0                                                                    | Trinidad e Tobago                                                        | Qual. Coppa dei Caraibi 2017                                             | -                                                                        | 90’                                                                      |
| 27-3-2017                                                                | Bridgetown                                                               | Barbados                                                                 | 2 – 1                                                                    | Martinica                                                                | Amichevole                                                               | -                                                                        | 40’                                                                      |
| Totale                                                                   |                                                                          | Presenze                                                                 | 10                                                                       |                                                                          | Reti                                                                     | 5                                                                        |                                                                          |

## Palmarès

### Club

#### Competizioni nazionali
- Coppa di Francia: 1

Bordeaux: 2012-2013
- Coppa di Lega francese: 1

Bordeaux: 2006-2007